# Abadía de San Pablo Extramuros
La Abadía de San Pablo Extramuros es una abadía benedictina ubicada en la Vía Ostiensis, Roma, a dos kilómetros de las murallas aurelianas, junto a la Basílica de San Pablo Extramuros.
Desde el siglo VIII, es el lugar donde viven los monjes benedictinos encargados de cuidar las lámparas votivas y oficiar liturgias en el lugar de enterramiento del apóstol San Pablo. A la cabeza de la comunidad, existe un abad elegido por la comunidad benedictina y confirmado por el Papa. Todo el complejo monástico no pertenece a Italia propiamente tal, sino que es parte del área extraterritorial perteneciente a la Santa Sede.

## Historia

### Orígenes
La zona que rodea la abadía y la basílica estaban ocupadas por un vasto cementerio que se encontraba en uso constante entre los siglo I a. C. y III de nuestra era, aunque también hay evidencias de utilización en la antigüedad tardía. La historia de la abadía se entrelaza con la de la basílica que albergaba, según la tradición, la tumba de San Pablo.

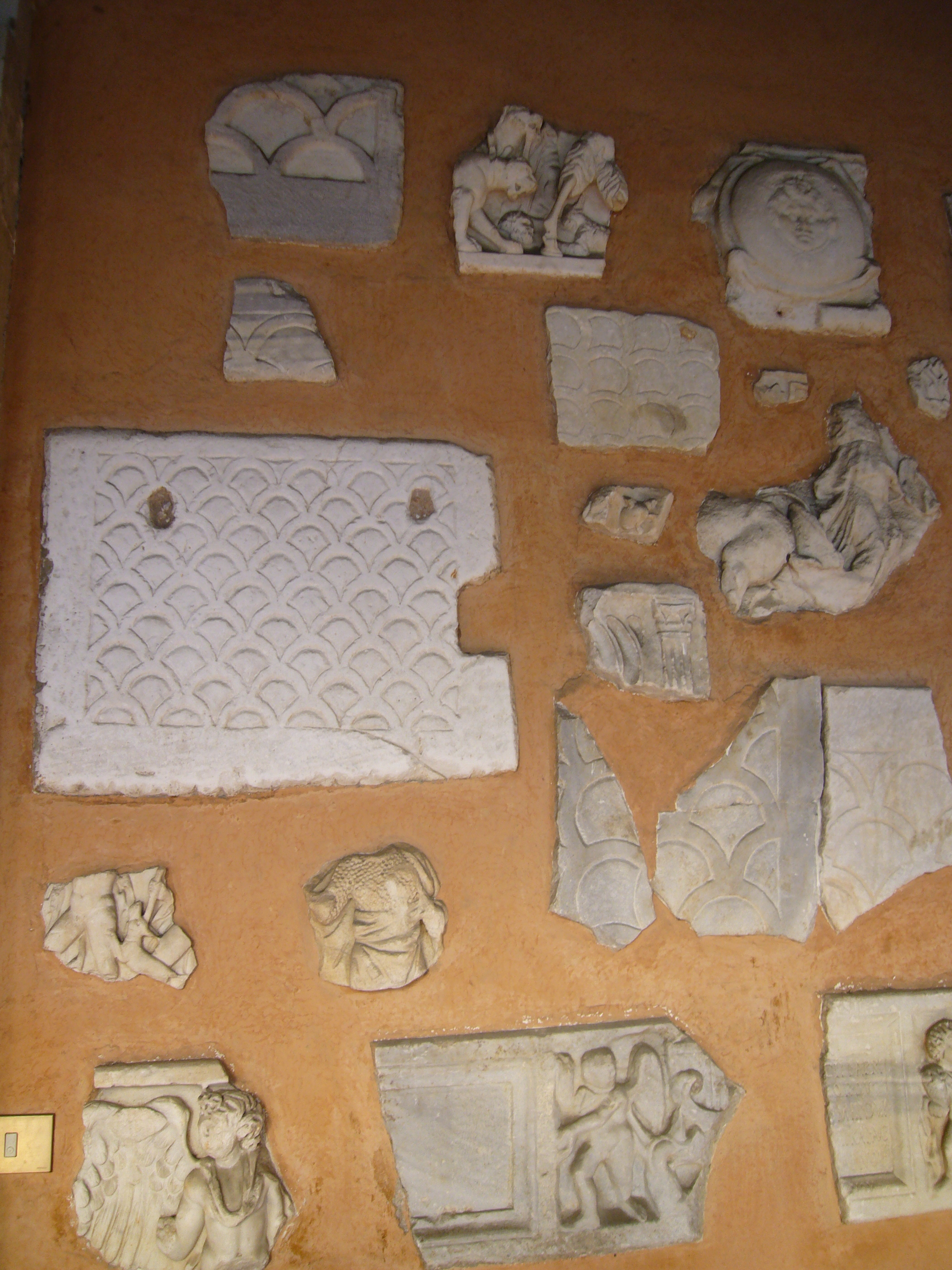
Lápidas del antiguo cementerio ostiense. Actualmente se conservan en el lapidarium que recorre las murallas del claustro.

La evidencia más antigua de la presencia monástica en la basílica es gracias a un documento de mármol llamado Praeceptum del Papa Gregorio I, que se conserva en el museo de la abadía, y que hace mención de un monasterio femenino dedicado a San Esteban. En el Liber Diurnus, en su lugar, menciona un monasterio masculino dedicado a San Cesario, que estaría derruido.
En el siglo VIII, durante el pontificado de Gregorio II, se ordenó restaurar el monasterio y unirlo con el de San Esteban, confiándolo a los monjes benedictinos, y creando el actual monasterio paulino. Más tarde, serán estos monjes los que adquieran mayor importancia al convertirse en los rectores de la basílica de San Pablo. Por aquella época, el monasterio debió alojar al Papa Pablo I, que murió allí fruto de su avanzada edad y las hostilidades de uno de sus diáconos.
En el 846, Roma es saqueada por invasores sarracenos, afectando el inmueble de la basílica y la abadía de San Pablo. Fruto de ello, León IV decide construir un nuevo amurallamiento que proteja tanto a la basílica de San Pedro como a la de San Pablo. Más tarde, Juan VIII levantó murallas y torres en torno a la basílica y el monasterio, conociéndose el complejo como Giovannipoli. Sin embargo, de la intervención arquitectónica de Juan no quedan restos actualmente.

### Edad Media

#### La Biblia carolingia
En el 866, el rey francés Carlos el Calvo ordenó realizar una Biblia para su corte, para lo cual se encargó a un grupo de escribas, iluminadores y pintores su creación. Producido en Reims, es un manuscrito grande de 336 páginas, y es probable que esta fuera llevada a Roma en el 875 para la coronación de Carlos en la noche de Navidad del 875. En esa ocasión, obsequió la Biblia al Papa Juan VIII; y a lo largo de la Edad Media, fue utilizada para realizar los juramentos de fidelidad al Papa.
Guardada por los monjes benedictinos de San Pablo desde el siglo XI, una copia exacta de esta se encuentra en exhibición en la galería de arte de la zona de los museos de la basílica.

#### Vinculación con la Corona inglesa
A pesar del peligro permanente de nuevas incursiones sarracenas, Roma continuó recibiendo la visita y peregrinación de los monarcas ingleses, que a lo largo del siglo VII, habían sido convertidos al cristianismo. Los reyes visitaban las tumbas de Pedro y Pablo y ofrecían suntuosos regalos a las basílicas y, hacia la Baja Edad Media, se tiene constancia que ejercieron la función de protectores de la basílica paulina. Alrededor del antiguo escudo de armas de los abades, de hecho, se colocaba una correa de cuero con el lema Honi soit qui mal y pense (en español: Vergüenza de aquél que de esto piense mal), similar al emblema de la Orden de la Jarretera utilizado en el escudo inglés.

#### La reforma de Cluny
Odón, abad de Cluny, fue llamado a Roma en 936 para instaurar la reforma cluniacense en un momento en que, no sólo en San Pablo, sino que otros monasterios de la ciudad, la disciplina de la vida monástica había decaído gradualmente. Fue en ese momento que desaparece el título de Abbas et rector Sancti Stephani et Sancti Caesarii ad Sanctum Paulum (abreviado como Abbas et rector Sancti Pauli).
La reforma resultó ser un éxito en San Pablo. Años después, el emperador Otón III invitó a Roma a Odilón de Cluny a organizar la disciplina monástica y las celebraciones litúrgicas. Durante este período, muchos romanos ingresaron a la abadía como monjes, entre los que se incluye a Giovanni Fasano, futuro Juan XVIII.

#### Gregorio VII

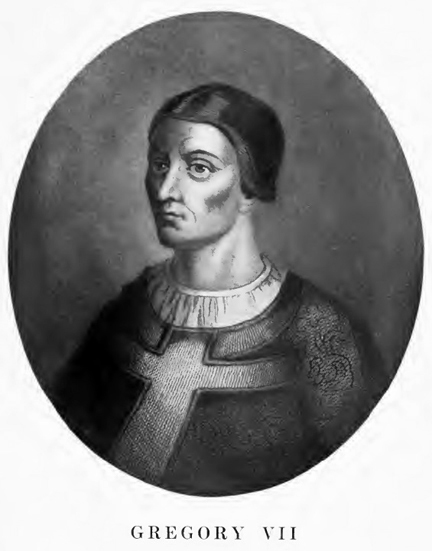
Gregorio VII.
The Lives and Times of the Popes, 1911.

En el siglo XI, la Querella de las Investiduras afectó gravemente las relaciones entre el Papa y el emperador del Sacro Imperio, lo que a su vez perjudicó la normal marcha de la abadía de San Pablo y la administración de sus bienes, cayendo en una rápida decadencia y abandono.
Al comenzar su pontificado, León IX tomó conocimiento del estado de ruina en que se encontraba San Pablo y confío su dirección y reforma al monje Hildebrando Aldobrandeschi de Sovana; quien pronto volvió a implantar la observancia regular a los monjes. León lo nombró, aparte de abad, "provisor apostolicus".
En 1073, Hildebrando se convertiría en el Papa Gregorio VII, continuando su preocupación por la abadía y dictando normativas especiales para esta: una bula, fechada en 1081, confirmó el vasto patrimonio feudal que pertenecía a San Pablo; posteriormente estableció una prelatura nullius para que el abad solo respondiera ante el Papa, y pudiera garantizar la libertad de este para ejercer su ministerio en la zona norte de Roma que incluía Capena, Leprignano, Nazzano, Civitella San Paolo, entre otros. Además, obsequió la Biblia de Carlos el Calvo a la abadía y mandó a construir, a Bizancio en 1070, una puerta de bronce esculpida con plata y esmalte para una de las entradas a la basílica.
Las facultades otorgadas por Gregorio fueron confirmadas y profundizadas por Inocencio III con su bula del 13 de junio de 1203, donde se concedió a los abades poder utilizar las insignias episcopales (mitra, anillo, etc.) y administrar el sacramento de la confirmación en el territorio de la abadía, y conferir órdenes de clérigos menores dependientes de ella. La abadía, entre los diversos territorios feudales que poseía, estaba la ciudad de Ardea, que poseía un hospital militar, que se les encargó reconstruir.

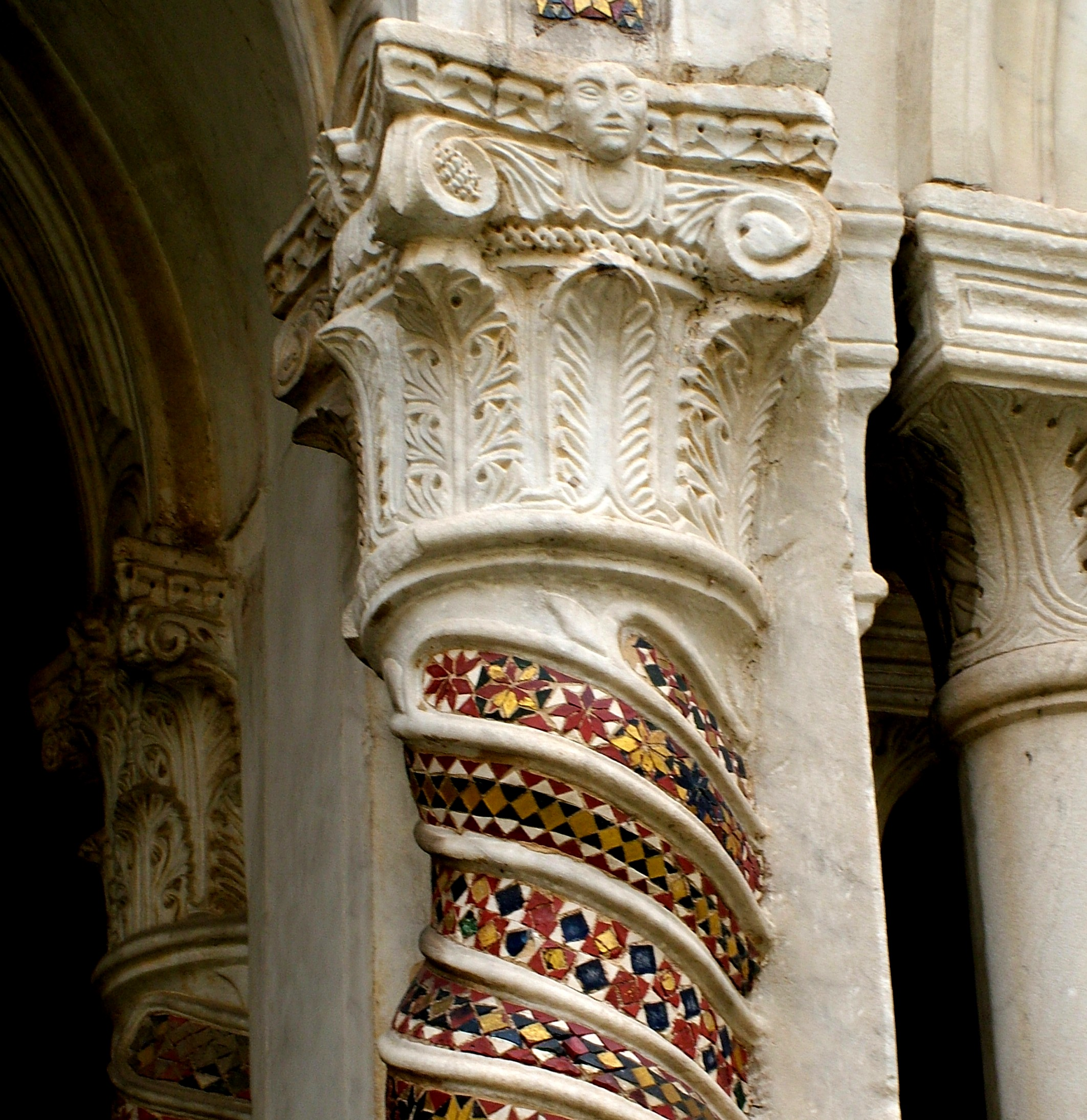
Detalle de la columnata del claustro.

Entre los siglos XII y XIII, la abadía paulina alcanzaría un notable florecimiento artístico. Pierto Vassalletto fue el encargado de crear el claustro románico y el candelabro pascual; mosaiquistas venecianos crearon el trabajo realizado en el ábside de la basílica; el toscano Pietro Cavallini decoró la fachada de la basílica con mosaicos y adorno el interior con frescos; y Arnolfo di Cambio creó el dosel gótico sobre la tumba de San Pablo.
Durante gran parte del siglo XIV, los Papas fijaron su residencia permanente en la ciudad francesa de Aviñón, por lo que el abad de San Pablo tomó preeminencia como la figura más importante presente en Roma, uno de los principales nexos con la Santa Sede.

### La reformacasinensey la academia
El período del Cisma de Occidente trajo consigo una nueva etapa de decadencia en la vida monástica. Al asumir Martín V en 1417, tomó dos medidas para reformar la vida de los monjes de San Pablo: nombró abad al cardenal Gabriele Condulmer y, en 1421, ordenó la entrega de la ciudad de Ardea a la familia Colonna. Para llevar a cabo la reforma, Condulmer invitó a su amigo y antiguo superior en el monasterio de San Giorgio in Alga de Venecia, Ludovico Barbo, quien se encontraba realizando una transformación en la vida monacal benedictina desde la Abadía de Santa Justina. La renovación monástica de Barbo reforzó la disciplina espiritual de los monjes y la administración de la abadía. Esta reforma, nacida como de unitate o de Santa Justina de Padua sería conocida como la congregación casinense, luego que en 1504 se añadiera a esta la Abadía de Montecassino.

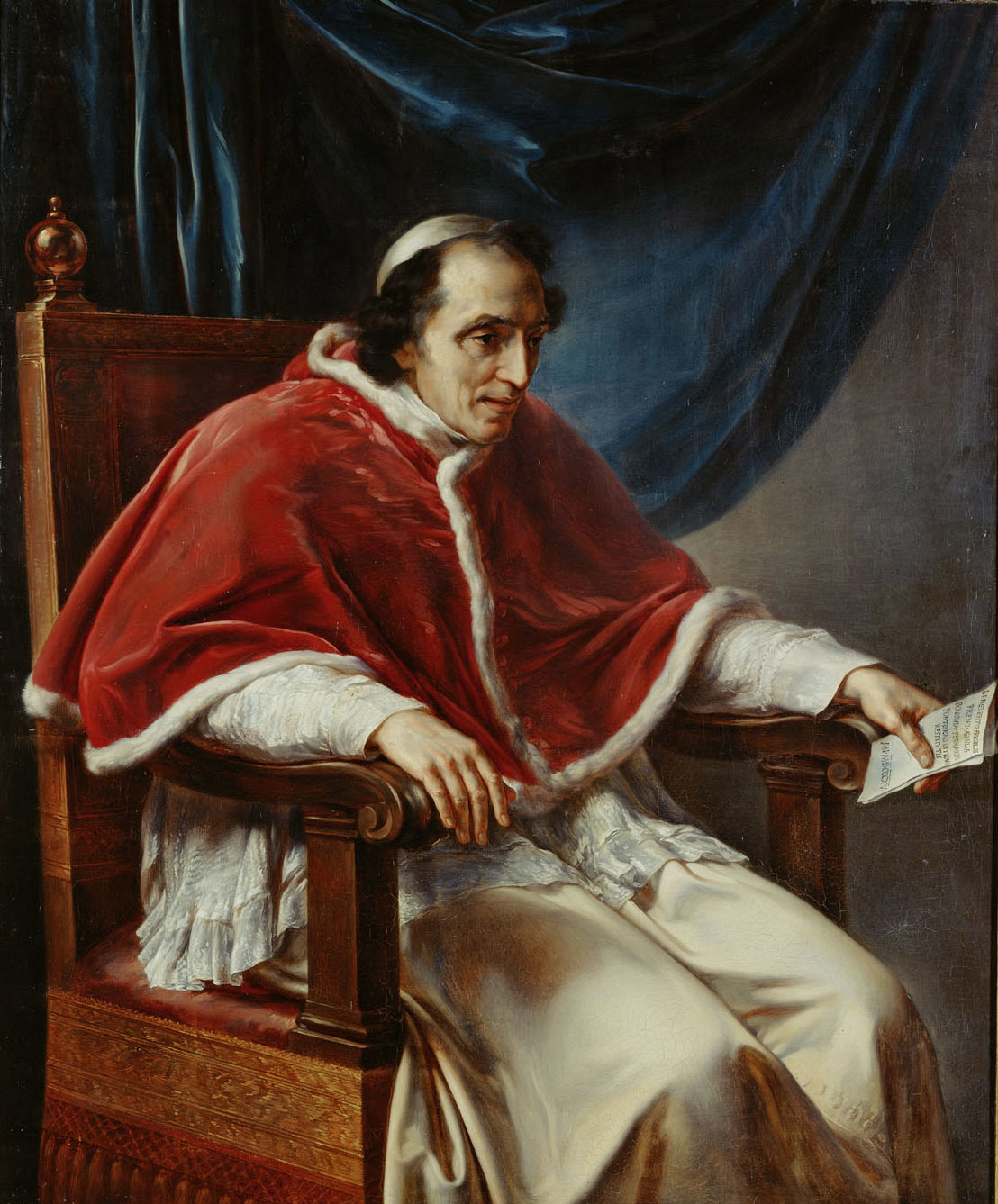
Barnaba G. Chiaramonti como Pío VII, abad comendatario entre 1775 y 1782.
Óleo, Vincenzo Camuccini, 1815.

Posteriormente, sobre todo luego de la última reforma, se reavivó entre los monjes la pasión por el estudio de las ciencias sagradas y profanas, y la abadía se convirtió en un semillero de cultura. Durante la segunda mitad del siglo XVII, Inocencio XI aprobó la elección, realizada por los superiores de la congregación casinense, para nombrar a San Pablo como academia de filosofía y teología. Este establecimiento fue el origen del futuro Pontificio Ateneo de San Anselmo, ubicado en el Monte Aventino, y fundado por León XIII. Es actualmente la sede del abad primado de la Confederación Benedictina. En esta academia se formó en su juventud Barnaba Gregorio Chiaramonti, profesor de filosofía durante nueve años y abad entre 1775 y 1782.

### Historia reciente
Con la supresión de las órdenes religiosas durante la segunda mitad del siglo XIX, las posesiones de los monjes fueron confiscadas por el gobierno italiano, por lo que los monjes solo pudieron mantener la labor de guardianes de la basílica que, por entonces, se encontraba en reconstrucción luego de un incendio en 1823.
Recién para el cambio de siglo se comenzó a recuperar lentamente la vida monástica y económica de la abadía. El desarrollo del renacimiento religioso fue rápido y vigoroso, tanto que San Pablo se convirtió en director de la restauración de los benedictinos por toda Europa y América. Entre las personalidades de la época que se formaron en la abadía destacan Leopoldo Zelli, Bonifacio Oslaender, Alfredo Ildefonso Schuster y Placido Riccardi.

#### SigloXX
Luego de la firma del Tratado de Letrán (1929) entre la Santa Sede y el gobierno italiano, se estableció la zona extraterritorial para la basílica y abadía de San Pablo como parte de la nueva Ciudad del Vaticano. Para su dirección, el 30 de abril de 1933, Pío XI creó la Pontificia Administración de la Basílica patriarcal de San Pablo. Con ello, el territorio que antiguamente gobernaba el complejo se redujo solamente a los inmuebles mencionados, por lo que las parroquias que dependían de San Pablo pasaron a la diócesis de Roma directamente.

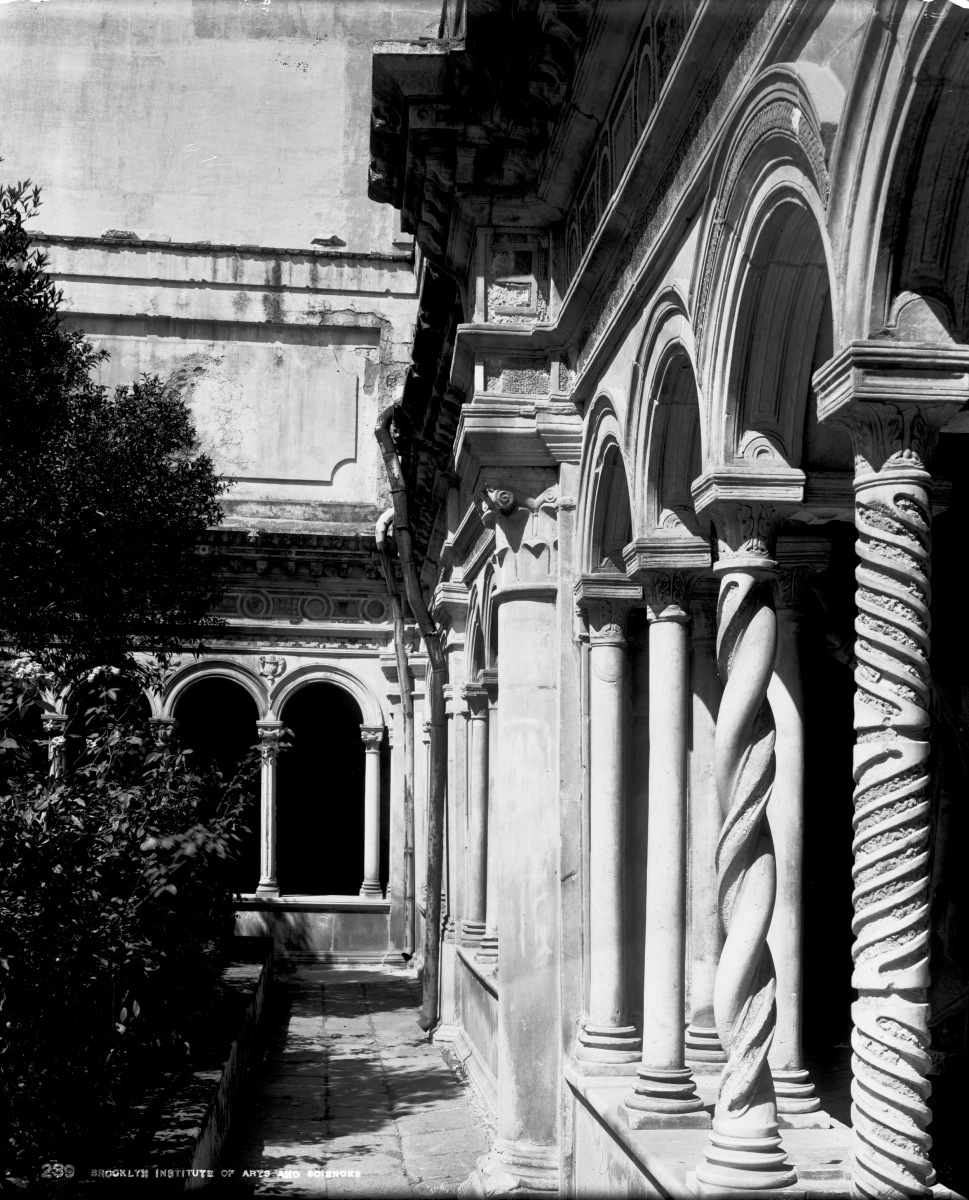
Claustro.
Fotografía anterior a 1923.

El 25 de enero de 1959, en la segunda sala de la vivienda monástica, Juan XXIII celebró un consistorio con los cardenales que se encontraban presentes en Roma y les anunció la convocatoria del Concilio Vaticano II, con la intención de convocar, además, un sínodo en Roma y una actualización del Código de Derecho Canónico. Fruto de las discusiones en el concilio que conferían a los monjes solo el ministerio religioso, Pablo VI suprimió el carácter "territorial" de la abadía; por lo que los registros parroquiales que entonces aún se guardaban en San Pablo fueron movidos al Archivo de la diócesis. Esto quedó reafirmado en 2005, cuando el primer motu proprio de Benedicto XVI, titulado L'antica e Venerabile Basílica, designó un supervisor directo para el complejo extraterritorial y coordinar su organización.
En 2012, dentro de la zona extraterritorial, se inauguró los nuevos pabellones del Hospital pediátrico Bambino Gesù, perteneciente a la Santa Sede.
En la actualidad, está abierto para peregrinos y visitantes, previo pago de una entrada. En el claustro se encuentra el lapidarium, con cientos de lápidas del otrora cementerio ubicado en San Pablo. Además, se custodian las reliquias de numerosos santos en una pequeña capilla y existe un museo con diferentes objetos del tesoro de la abadía y la lápida que cerraba el sepulcro del apóstol

## Coloquio ecuménico paulino
Bianualmente, y desde 1968, la abadía de San Pablo organiza el Coloquio ecuménico paulino, invitando a comentaristas y estudiosos de diferentes tradiciones cristianas para estudiar y debatir sobre los escritos de San Pablo. Esta actividad cultural se basa en la antigua tradición de la abadía de trabajar a favor del ecumenismo, servicio reconocido por todos los Papas desde Pablo VI.

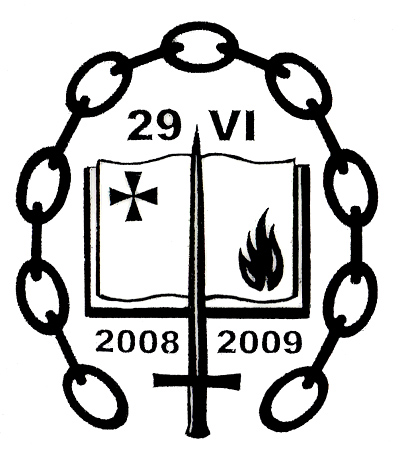
Logotipo del Año Paulino, celebrado entre 2008 y 2009.

En 2008 se realizó una celebración especial por los dos mil años del nacimiento de San Pablo y el 40.º aniversario del nacimiento del Coloquio.
| - 1968 (1.ª edición): La ley del Espíritu en Romanos 7 y 8 - 1970 (2.ª edición): El bautismo y la justicia en Romanos 6 y 8 - 1972 (3.ª edición): La petición de Israel en Romanos 9-11 - 1974 (4.ª Edición): El dimensión de la vida cristiana (Rom 12-13) - 1976 (5.ª edición): Pablo en una Iglesia dividida (1 Cor 1-4) - 1978 (6.ª edición): Paz y amor, guía para la vida cristiana (1 Cor 8-10; Rm 14-15) - 1980 (7.ª edición): Carisma y Ágape (1 Cor 12-14) - 1982 (8.ª edición): Resurrección de Cristo y de los cristianos (1 Cor 15) - 1984 (9.ª edición): Pablo, ministro del Nuevo Testamento (2 Cor) - 1986 (10.ª edición): La diaconía del Espíritu (2 Cor 4,7; 7,4) - 1988 (11.ª edición): 2 Cor 10-13 - 1990 (12.ª edición): La verdad del Evangelio (Gal 1, 1-4; 11) | - 1992 (13.ª edición): La fe activa en el amor (Gal 4, 12-6, 16) - 1994 (14.ª edición): Para mí, vivir es Cristo (Fil 1: 2-3; 21) - 1996 (15.ª edición): La primera carta a los Tesalonicenses - 1998 (16.ª edición): Todo Cristo en todos (Col 3, 11) - 2000 (17.ª edición): Eclesiología en la carta a los Efesios - 2004 (18.ª edición): Carta a los Efesios - 2006 (19.ª edición): 1.ª Carta a Timoteo - 2008 (20.ª edición): La unidad de la Iglesia en Pablo - 2010 (21.ª edición): Timoteo y Tito - 2012 (22.ª edición): 2 Tesalonicenses y la escatología paulina - 2014 (23.ª edición): Carta a Filemón - 2016 (24.ª edición): Carta a los Romanos 1-5 |

## Abades
Desde el 936, es decir, desde la reforma cluniacense, se consideran un total de 175 abades a la fecha.
- ¿1050? - 1073: Hildebrando Aldobrandeschi de Sovana (futuro Gregorio VII)

(...)
- 1775 – 1782: Barnaba Gregorio Chiaramonti (in commendam) (futuro Pío VII)

(...)
- 1867 - 1895: Francesco Leopoldo Zelli Jacobuzi da Viterbo
- 1895 - 1904: Bonifacio Oslaender da Montjoie
- 1904 - 1918: Giovanni del Papa da Lecce dei Marsi
- 1918 - 1929: Alfredo Ildefonso Schuster
- 1929 - 1955: Ildebrando Vannucci da Firenze
- 1955 - 1964: Cesario D'Amato
- 1964 - 1973: Giovanni Battista Franzoni
- 1973 - 1979: Giuseppe Turbessi
- 1980 - 1986: Giuseppe Nardin
- 1986 - 1988: Desiderio Mastronicola
- 1988 - 1996: Luca Collino
- 1997 - 2005: Paolo Lunardon
- 2005 - 2015: Edmund Power
- 2015 - : Roberto Dotta